# Chennai Open 2000 - Qualificazioni doppio
Le qualificazioni del doppio  del Chennai Open 2000 sono state un torneo di tennis preliminare per accedere alla fase finale della manifestazione. I vincitori dell'ultimo turno sono entrati di diritto nel tabellone principale. In caso di ritiro di uno o più giocatori aventi diritto a questi sono subentrati i lucky loser, ossia i giocatori che hanno perso nell'ultimo turno ma che avevano una classifica più alta rispetto agli altri partecipanti che avevano comunque perso nel turno finale.
Le qualificazioni del doppio del torneo Chennai Open 2000 prevedevano 4 coppie partecipanti di cui una è entrata nel tabellone principale.

## Teste di serie
1. Justin Layne /  Arvind Parmar (ultimo turno)

1. Kirill Ivanov-Smolensky /  Orlin Stanojčev (Qualificati)

## Qualificati
1. Kirill Ivanov-Smolensky  /   Orlin Stanojčev

## Tabellone

### Legenda
| - Q = Qualificato - WC = Wild card - LL = Lucky loser | - ALT = Alternate - SE = Special Exempt - PR = Protected Ranking | - w/o = Walkover - r = Ritirato - d = Squalificato |

|  | Primo turno | Primo turno                             | Primo turno                             | Primo turno | Primo turno |  |  | Ultimo turno | Ultimo turno                            | Ultimo turno                            | Ultimo turno | Ultimo turno |  |
|  |             |                                         |                                         |             |             |  |  |              |                                         |                                         |              |              |  |
|  | 1           | Justin Layne Arvind Parmar              | Justin Layne Arvind Parmar              | 6           | 6           |  |  |              |                                         |                                         |              |              |  |
|  |             | Sunil-Kumar Sipaeya Akshay-Vishal Rao   | Sunil-Kumar Sipaeya Akshay-Vishal Rao   | 2           | 0           |  |  | 1            | Justin Layne Arvind Parmar              | Justin Layne Arvind Parmar              | 4            | 4            |  |
|  | 2           | Kirill Ivanov-Smolensky Orlin Stanojčev | Kirill Ivanov-Smolensky Orlin Stanojčev | 6           | 3           |  |  | 2            | Kirill Ivanov-Smolensky Orlin Stanojčev | Kirill Ivanov-Smolensky Orlin Stanojčev | 6            | 6            |  |
|  |             | Bohdan Ulihrach Jiří Vaněk              | Bohdan Ulihrach Jiří Vaněk              | 3           | 1r          |  |  |              |                                         |                                         |              |              |  |